# Bernie McGann

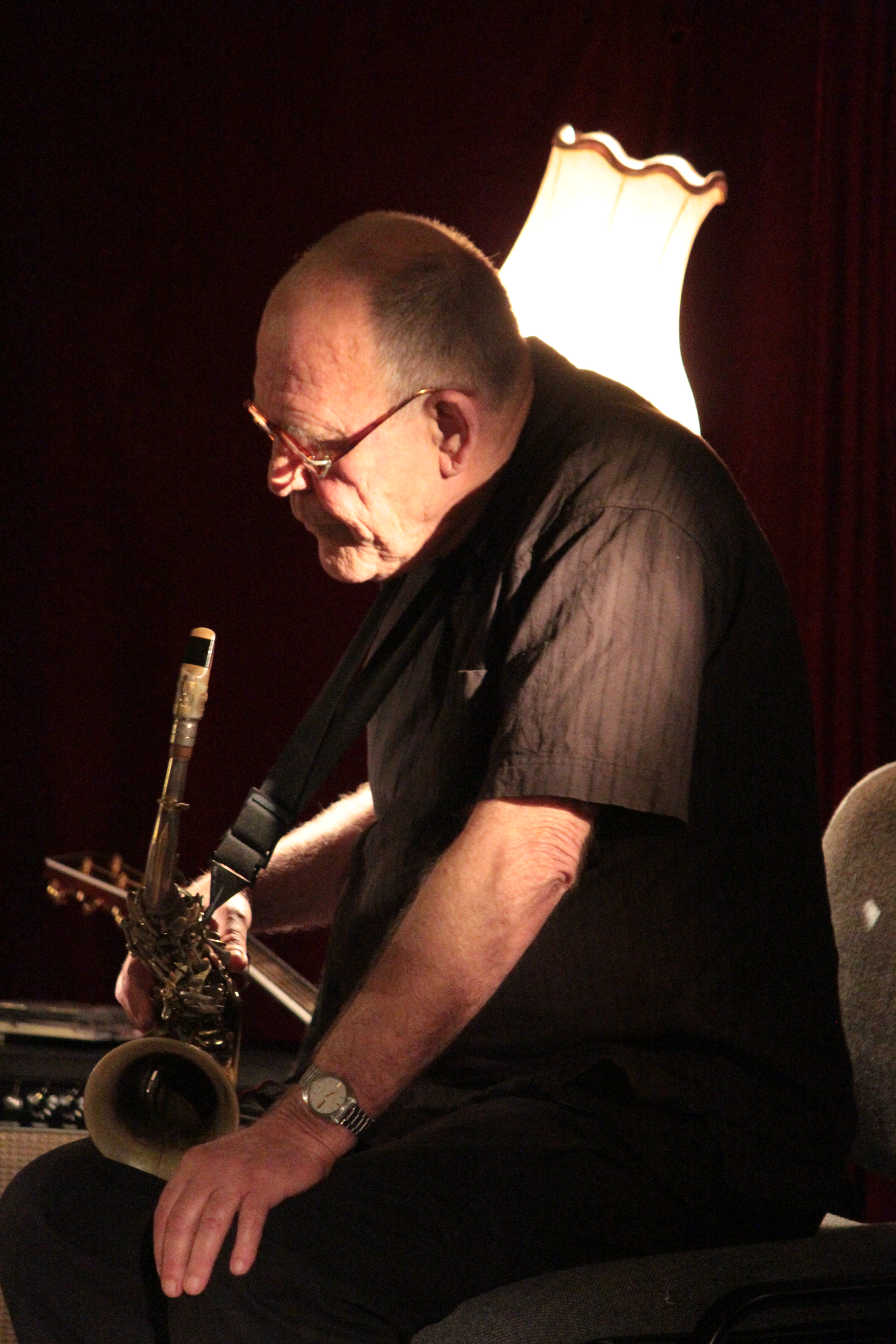
Bernie McGann (2011)

Bernard Francis "Bernie" McGann (22 de junio de 1937 - 17 de septiembre de 2013) fue un saxofonista alto de jazz australiano. Comenzó su carrera a finales de 1950 y se mantuvo activo como intérprete, compositor y cantante hasta casi el final de su vida.
Nacido en Granville, Nueva Gales del Sur, en los suburbios del oeste de Sídney, McGann se dio a conocer como parte de una alianza de músicos de jazz moderno que actuaron en El Rocco Jazz Cellar en Kings Cross, Sídney a finales de 1950 y comienzos de 1960. Tenía una colaboración duradera con el baterista John Pochee.